# فرازير إليوت
فرازير إليوت هو محامي كندي، ولد في 25 نوفمبر 1921 في أوتاوا في كندا، وتوفي في 26 يناير 2005.